# Fabio Porta
Fabio Porta (Caltagirone, 5 novembre 1963) è un politico italiano.

## Biografia
Nasce a Caltagirone, Laureato in Sociologia Economica specializzato in “Educazione degli adulti”, autore di numerose pubblicazioni e articoli per giornali italiani e stranieri. Dal 1982 al 1986 è Segretario Nazionale del Movimento Studenti di Azione Cattolica Italiana. Nel 1986 inizia la sua militanza politica e sindacale nella UIL (Unione Italiana del Lavoro) a livello nazionale. E’ Direttore della Scuola di Formazione Politica del Centro Culturale “W. Tobagi” di Roma e docente di Sociologia della Comunicazione all’Università Popolare di Roma (UPTER). Nel 1994 inizia ad occuparsi delle relazioni tra Italia e America Latina in qualità di capo-progetto di un programma di formazione sindacale finanziato dal Ministero degli Esteri. Coordina così diversi progetti di cooperazione e di formazione in Argentina, Brasile e Uruguay. Dal 1998 si trasferisce in Brasile, a San Paolo. A marzo 2008 è eletto deputato al Parlamento Italiano per la circoscrizione America Meridionale nelle liste del Partito Democratico. Il Presidente della Repubblica Ciampi gli conferisce l’onorificenza di “Cavaliere dell’Ordine della Stella della solidarietà italiana”. Nel 2013 è stato rieletto alla Camera dei Deputati. Nel 2018 è candidato al Senato e dopo un articolato percorso il 12 gennaio 2022 la Presidente del Senato proclama ufficialmente la nomina di Fabio Porta quale legittimo senatore eletto nella Ripartizione America Meridionale della Circoscrizione Estero. Nel settembre del 2022 viene eletto nuovamente alla Camera dei Deputati. E’ Presidente dell’Associazione di Amicizia Italia-Brasile e della UIM (Unione italiani nel Mondo) del Brasile; Vice Presidente dell’ICPE (Istituto per la Cooperazione con i Paesi Esteri) e dell’Associazione “Focus Europe”.

### Deputato nazionale
Viene eletto per la prima volta nelle elezioni del 2008 nella Circoscrizione Estero - Ripartizione America Meridionale, per il Partito Democratico.
Alle elezioni politiche del 2013 viene rieletto deputato della XVII legislatura della Repubblica Italiana nella circoscrizione B America Meridionale per il Partito Democratico.

### Senatore
Alle elezioni politiche del 2018 viene candidato come capolista al Senato nella circoscrizione B America Meridionale per il Partito Democratico. Pur raccogliendo 20784 preferenze, non risulta eletto ma presenta un ricorso alla Giunta per le elezioni del Senato a causa di presunti brogli elettorali che avrebbero favorito l'elezione di un senatore del partito USEI a scapito del seggio del Partito Democratico. Il 2 dicembre 2021 il Senato proclama decaduto il senatore Adriano Cario, rinviando però la decisione sul candidato subentrante a una successiva delibera della giunta delle elezioni e delle immunità parlamentari. Il 12 gennaio 2022 Porta subentra ufficialmente a Cario.

### Deputato
Alle elezioni politiche anticipate del 2022 viene rieletto alla Camera nella circoscrizione Estero.